# Гневково
Гневко́во або Гнівко́во (пол. Gniewkowo) — місто в центральній Польщі.
Належить до Іновроцлавського повіту Куявсько-Поморського воєводства.

## Історія
- 14 століття—1429: центральне місто Гнівковського воєводства Королівства Польського.

## Демографія
Демографічна структура станом на 31 березня 2011 року:
|          | Загалом | Допрацездатний вік | Працездатний вік | Постпрацездатний вік |
| -------- | ------- | ------------------ | ---------------- | -------------------- |
| Чоловіки | 3578    | 751                | 2465             | 362                  |
| Жінки    | 3850    | 697                | 2240             | 913                  |
| Разом    | 7428    | 1448               | 4705             | 1275                 |